# Zákon o stabilizaci veřejných rozpočtů
Zákon o stabilizaci veřejných rozpočtů je zákon přijatý Parlamentem České republiky, kterým se mění 46 zákonů, ruší jeden zákon a zavádí tři nové daně, daň ze zemního a některých dalších plynů, z pevných paliv a z elektřiny, známé pod označením ekologické daně.
Návrh zákona byl předložen vládou a v průběhu druhého čtení k němu byly předloženy rozsáhlé a obsahově nesouvisející pozměňovací návrhy Mirka Topolánka a Petra Tluchoře. Tyto pozměňovací návrhy – v případě Topolánka 37 stran textu s 81 změnami, v případě Tluchoře 14 stran textu – nebyly nijak zdůvodněny, ani neprošly připomínkovou procedurou. Zákon byl směsicí všemožných právních úprav a již samo jeho označení bylo matoucí, když mnoho ustanovení nemělo žádnou či jen mizivou souvislost se stabilizací veřejných rozpočtů (změna zákoníku práce, změna obsazování orgánů Všeobecné zdravotní pojišťovny ČR aj.). Při přijímání zákona byla porušena Legislativní pravidla vlády a s ohledem na předchozí judikaturu Ústavního soudu se jednalo také o formu utajeného zákonodárství, když název zákona nevyjadřoval jeho skutečný obsah. Ústavní soud však protiústavnost zákona nakonec neshledal.